# 祖國革新黨
祖國革新黨（韩语：／ jogughyeogsindang），為文在寅政府的前法務部部長曹國成立的自由主義政黨，成立於2024年3月3日。

## 歷史
2024年2月，曹國宣布將成立一新政黨，參與來屆的國會選舉。同月29日，建黨籌備委員會宣布黨名定為「祖國革新黨」，當中祖國一字之韓文拼法與曹國的名字相同。

## 政治理念
祖國革新黨抱持鮮明的「反尹錫悅」基調，目標是儘早結束檢察獨裁的情況，以恢復民主共和國價值。曹國指出，在檢察機關獨裁結束後，將建立保障民生和福利的「第七共和國」。該黨強調「將大膽進行民主黨不能做的活動」，目標成為小而有力的在野黨，擔任對抗時任國民力量黨魁韓東勳及時在總統尹錫悅的前鋒。其政見包括將時任第一夫人的金建希送上法庭、追究時任法務部長韓東勳女兒的入學考試不正之風等。

### 與民主黨的關係
該黨與共同民主黨同為自由主義政黨，祖國革新黨計劃避免與民主黨展開地方選區的競爭，因此集中提名比例代表候選人。
由於民主黨在國會選舉提名中，傾向提名親李在明系的人士擔任國會議員候選人，因此引發公推風波，令其支持率呈下降趨勢，而祖國革新黨則正在吸收全羅道和40－50歲世代等現有民主黨的主要支持層。祖國革新黨提出「地民比祖」（地方選區支持民主黨、比例代表支持祖國黨）的口號，吸引民主黨支持者在比例代表轉投祖國革新黨。2024年3月，蓋洛普韓國的調查指出，40歲及50歲世代分別有24%和28%的人，表示將在比例代表中支持祖國革新黨。

## 黨務組織

### 歷任黨首
| 祖国革新党 |        |              |                |                |
| 任次       | 姓名   | 職銜         | 就任日期       | 离任日期       |
| 1          | 曹国   | 代表         | 2024年3月3日   | 2024年7月4日   |
| 临时       | 金峻亨 | 代表权限代行 | 2024年7月4日   | 2024年7月20日  |
| 2          | 曹国   | 代表         | 2024年7月20日  | 2024年12月12日 |
| 临时       | 金宣旼 | 代表權限代行 | 2024年12月12日 | 现任           |

### 歷任國會領袖
| 祖国革新党 |        |          |              |              |
| 任次       | 姓名   | 職銜     | 就任日期     | 离任日期     |
| 1          | 黄云夏 | 院内代表 | 2024年3月8日 | 2025年5月8日 |
| 2          | 徐旺鎮 | 院内代表 | 2025年5月8日 | 现任         |

## 主要選舉記錄

### 國會選舉
| 年度 | 選舉   | 贏得席位 | 區域得票數 | 區域得票率 | 區域席位 | 比例得票數 | 比例得票率 | 比例席位 | 選舉結果       | 領袖 |
| ---- | ------ | -------- | ---------- | ---------- | -------- | ---------- | ---------- | -------- | -------------- | ---- |
| 2024 | 第22屆 | 12 / 300 | 未參選     | 未參選     | 未參選   | 6,874,278  | 24.25%     | 12 / 46  | ▲ 11；第五大黨 | 曹國 |

### 補選
| 選舉       | 國會議員 | 廣域自治團體長 | 基礎自治團體長 | 廣域自治團體議員 | 基礎自治團體議員 | 領袖   |
| ---------- | -------- | -------------- | -------------- | ---------------- | ---------------- | ------ |
| 2024年10月 | 不適用   | 不適用         | 0 / 4          | 不適用           | 不適用           | 曹國   |
| 2025年4月  | 不適用   | 不適用         | 1 / 5          | 0 / 8            | 不適用           | 金宣旼 |

## 外部連結
- 官方网站